# Almaty Womens
L'Almaty Womens è un torneo professionistico di tennis giocato su campi in cemento. Fa parte dell'ITF Women's Circuit. Si gioca annualmente a Almaty, in Kazakistan.

## Albo d'oro

### Singolare
| Anno     | Campionessa           | Finalista        | Punteggio     |
| -------- | --------------------- | ---------------- | ------------- |
| 2011     | Nadezda Gorbachkova   | Vlada Ėkšibarova | 2-6, 6-4, 6-3 |
| 2011 (2) | Aleksandra Artamonova | Bermet Duvanaeva | 6–4, 2–6, 6–3 |
| 2012     | Anastasіja Vasyl'jeva | Michaela Hončová | 6–4, 6–1      |
| 2012 (2) | Ksenia Kirillova      | Karina Isayan    | 6–2, 7–5      |
| 2013     | Anastasia Rudakova    | Yelena Nemchen   | 7–6(7–1), 6–4 |

### Doppio
| Anno     | Campionesse                         | Finaliste                                | Punteggio           |
| -------- | ----------------------------------- | ---------------------------------------- | ------------------- |
| 2011     | Albina Khabibulina Zuzana Luknárová | Lіdzіja Marozava Sviatlana Pirazhenka    | 7–6(2), 4-6, [10-5] |
| 2011 (2) | Anna Danilina Kamila Kerimbajeva    | Nikola Franková Zalina Khairudinova      | 6–3, 6–1            |
| 2012     | Oksana Kalašnikova Evgenija Paškova | Albina Khabibulina Ilona Kramen'         | 6–1, 7–5            |
| 2012 (2) | Sabina Sharipova Ekaterina Jašina   | Albina Khabibulina Anastasіja Vasyl'jeva | 6–4, 3–6, [10–3]    |
| 2013     | Margarita Lazareva Ekaterina Jašina | Ivanka Karamalak Anna Koval              | 7–5, 2–6, [10–3]    |